# Saint-Gorgon, Morbihan
Saint-Gorgon (tiếng Breton: Sant-Gorgon) là một xã ở tỉnh Morbihan trong vùng Bretagne tây bắc Pháp. Xã này có diện tích 5,69 km², dân số năm 1999 là 346 người. Khu vực này có độ cao từ 40-92 mét trên mực nước biển.
Cư dân của Saint-Gorgon danh xưng trong tiếng Pháp là Gorgonnais.